# 可視化
可視化とは、人間が直接「見る」ことのできない現象・事象・関係性を「見る」ことのできるもの（画像・グラフ・図・表など）にすることをいう。視覚化・可視化情報化・視覚情報化ということもある。英語の "visualization", "visualize" に相当し、そのままビジュアリゼーション・ビジュアライゼーションと称されることもある。流れの可視化のように分野や領域に結びついて生まれた呼称も多い。

## 概説
可視化には方法や方法論の研究がある。等値線表示・ベクトル表示・グラフ表示などの基本的な表示法の応用展開や、可視化される対象に依存する、あるいは対象に適した可視化手法の提案などである。主成分分析・多次元尺度構成法・自己組織化写像などは人間が直接「見る」ことのできない高次元空間上に分布しているデータを、「見る」ことのできる2次元空間（＝平面）上に写像する可視化手法の例である。
類似の概念としては
- 可聴化 - 「聞く」ことができるようにする
- 可触化 - 「触る」ことができるようにする

などがある。
- 可動化 - 静止画ではなく動画による可視化
- 可臭化 - 嗅覚に訴える
- 可味化 - 味覚に訴える
- 可五感化 - 五感全体を使う

なども提唱されているが、一般的とはいえない。

## 主な可視化手法
- テーブル
- グラフ
- 地図
- フローチャート
- ツリー図
- ベン図
- ボリュームレンダリング